# 盖蒂本德尔
盖蒂本德尔(乌尔都语： کیٹی بندر，英语：Keti Bandar) ，是一个位于阿拉伯海沿岸的港口，行政上隶属于巴基斯坦信德省特达县。历史上，阿拉伯倭马亚王朝的将领穆罕默德·伊本·卡西木第二次出兵占据印度河流域时，自伊拉克出发跨越阿拉伯海，在提䫻登陆，而今的盖蒂本德尔港就是在当年登陆地点的港口旧址上重建的。

## 经济
盖蒂本德尔开发项目计划在盖蒂本德尔及其附近地区新建一座港口和一座发电站。